# Колесников, Дмитрий Романович
Дми́трий Рома́нович Коле́сников (10 августа 1973, Ленинград — 12 августа 2000, Баренцево море) — российский офицер-подводник, капитан-лейтенант ВМФ РФ, командир турбинной группы дивизиона движения (7-й отсек АПРК) К-141 «Курск»; погиб в составе экипажа «Курска», автор записки Колесникова, найденной в 9-м отсеке погибшего корабля.

## Биография
Родился 10 августа 1973 года в Хабаровске. Учился в гимназии 66 Приморского района Санкт-Петербурга.
Окончил в 1995 году Высшее военно-морское инженерное училище имени Ф. Э. Дзержинского в г. Санкт-Петербурге.
Служил на  АПРК К-141 «Курск» командиром турбинной группы дивизиона движения (7-й отсек корабля).
Погиб в составе экипажа АПРК К-141 «Курск» в августе 2000 года, автор записки Колесникова, найденной в 9-м отсеке погибшего корабля.

## Семья
Отец — Роман Дмитриевич Колесников, работал корабельным инженер-механиком, служил на дизельных и атомных подводных лодках.
Мать — Ирина Иннокентьевна Колесникова, работала преподавателем химии в гимназии №70 г. Санкт-Петербурга.
Младший брат — Александр Романович Колесников, офицер-подводник.
Жена — Ольга Колесникова (умерла 27.01.2020), работала преподавателем биологии в гимназии №70 г. Санкт-Петербурга. Расписались через полгода после знакомства и за 4 месяца до последнего похода «Курска».

Буквально за несколько дней до гибели, он написал жене четверостишие.
Она говорит, что в это время они были слишком счастливы, и он не мог написать такие слова, но почему-то написал их:
А когда час придёт умирать,

Хотя мысли такие гоню,

Мне придётся тогда прошептать:

«Родная, тебя я люблю!»

## Дата гибели
Адмирал Вячеслав Попов, Командующий Северным флотом:
Точное время гибели подводников, собравшихся в девятом отсеке, будет определено судебно-медицинской экспертизой. Я, как подводник, могу только предполагать, подчеркиваю — предполагать, что личный состав погиб не позже 13-го числа… Чуть более часа после взрыва подводники вели борьбу за живучесть кормовых отсеков. Сделав все возможное, оставшиеся в живых моряки перешли в девятый отсек-убежище. Последняя пометка капитан-лейтенанта Дмитрия Колесникова сделана через 3 часа 15 минут после взрыва…

## 2000
Операция по поднятию затонувшей субмарины со дна Баренцева моря официально стартовала 12 октября — спустя 2 месяца после затопления.
7-й отсек подлодки — турбинный. По штату — 9 человек. Командир 7-го отсека — капитан-лейтенант ВМФ Дмитрий Колесников был утверждён руководством Северного Флота на дежурство на АПЛ вечером 9 августа. На тот момент ему было 27 лет. Его вахта должна была продлиться до 26 августа — дня, когда подлодка должна была возвратиться на постоянный гарнизон базирования. 
На одной из стенок 7-го отсека до сих пор висела утверждённая Колесниковым техдокументация о состоянии балластных систем — на случай аварийного всплытия. Вода пощадила бумагу. Подпись и дата — четверг, 10 августа 2000 года — день выхода подлодки в море. 
В 7-м отсеке разрушений при взрыве торпеды значительно мало. Взрывную волну прикрыла собой мощная переборка шестого — реакторного отсека. Где-то сохранились лампы дневного света и аварийные оранжевые светолокаторы. Нетронутыми стационарными дыхательными аппаратами моряки так не успели воспользоваться. Вся аварийная система подачи воздуха в первые три минуты была выведена из строя. И на своих местах распоры — устройства для блокирования пробоин. Из этого отсека во время борьбы за живучесть капитан-лейтенант Колесников вывел всех своих офицеров на корму, в девятый отсек. 
В октябре 2000 года состоялась операция «Регалия» по вскрытию корпуса АПЛ «Курск» и поиску погибших моряков. Операция осуществлялась фирмой Halliburton (США) c привлечением российских водолазов. Водолазы базировались на специальной норвежской полупогружной платформе «Regalia». В результате операции из девятого отсека было эвакуировано 12 тел погибших моряков, в том числе тело капитана-лейтенанта Колесникова.

1 ноября 2000 года жена и родители Дмитрия Колесникова на самолете авиации флота улетели из Североморска. Они увезли с собой тело капитан-лейтенанта. Похороны геройски погибшего командира турбинной группы дивизиона движения АПКР «Курск» Дмитрия Колесникова состоялись на Серафимовском кладбище Санкт-Петербурга.
Весной 2001 года руководство Северного Флота заключило контракт с голландской судоремонтной корпорацией «Маммут» на 40 млн долларов, летом подлодку готовят к поднятию, в ночь на 8 октября — субмарину успешно оторвали от грунта при помощи тросовой пилы.

## Записка Колесникова
Записка Дмитрия Колесникова, написанная им 12 августа 2000 года, была обнаружена в октябре 2000 года в ходе водолазных работ. Она состоит из двух листов бумаги формата А4, в ней содержится список 23 моряков, находившихся в тот момент в 9-м отсеке, а также информация личного характера, которая адресована жене Дмитрия Колесникова Ольге.
Начальник штаба Северного флота Михаил Моцак обещал передать записку родным погибшего. По словам вдовы Колесникова, ей предложили получить пепел записки, а вместо оригинала отдали страницу перепечатанного текста, что глубоко ранило её.
Полный текст записки, адресованный жене:

Олечка! Я тебя люблю,

не переживай сильно.

Г.В. привет. Моим привет.

Митя

12.08.2000 г 15.15.
Здесь темно писать, но

наощупь попробую.

Шансов похоже нет, % 10-20

Будем надеяться,

что хоть кто-нибудь прочитает.

Здесь список л/с отсеков, которые

находятся в 9-м, и будут

пытаться выйти.

Всем привет, отчаиваться

не надо.

Колесников

### Оценки и значение записки
Записка опровергла официальную версию, что весь экипаж «Курска» погиб 12 августа из-за взрыва. В то же время, по мнению следствия, записка не может помочь определить причины трагедии, потому что все упомянутые в ней члены экипажа были из отсеков с 6 по 9, то есть вряд ли могли точно что-то знать о произошедшем в первом отсеке. В фильме «Курск. Подводная лодка в мутной воде» упомянуто, что в СМИ показана только часть записки (см. Записка Колесникова), а другие страницы были засекречены.

В 2001 году, перед подготовкой «Курска» к подъёму, главный водолазный врач ВМФ полковник медицинской службы Сергей Никонов рассказывал: 
«…Опять же записка, она ведь опубликована практически полностью. Там нет ни одного слова упущенного. Поверьте мне, пожалуйста, вы увидите это, когда действительно будет возможность в этом убедиться, может быть, фотография её будет опубликована или ещё что-то. Ни одного слова не упущено из неё. То, что в этой записке прозвучало, — это та информация, которая касается всех. А дальше личное, для жены. Это буквально одна строка. Она действительно сугубо личного характера, в ней нет никакой информации, позволяющей о чём-то судить, о каких-то причинах или о том, что там творилось в лодке, там вообще ничего такого нет. В той части, в которой она прозвучала, это повлияло очень серьезно на характер водолазных работ. Стало ясно, что ребята были сконцентрированы в 9 отсеке, а значит, нечего искать в других отсеках, значит, не надо больше в другие отсеки лезть, резать, а это достаточно большая работа. Записка Колесникова, она не просто сузила, она серьезно облегчила работу. Мы бы изрезали всю лодку, а тут мы сконцентрировались на 9 отсеке, и, в общем-то, стало ясно, что если стоит задача — подъём тел, то в другие отсеки лезть нечего».
Спустя год после гибели «Курска», помощника Президента РФ Сергея Ястржембского спросили: «Когда будет полностью опубликована записка Колесникова?» Он ответил: «Сроки опубликования записки капитан-лейтенанта Дмитрия Колесникова определяются следственными органами. Только Главная Военная Прокуратура определит этот срок».

## Память

Могила на Серафимовском кладбище

- Указом Президента России капитан-лейтенант Дмитрий Романович Колесников был посмертно награждён орденом Мужества[11][12].
- группа ДДТ — песня «Капитан Колесников»[13] (альбом «Прекрасная любовь», 2007 год, автор — Юрий Шевчук).